# ۷۷۰ (خورشیدی)
۷۷۰ هفتصد و هفتاد و یکمین سال هجری خورشیدی است.